# Tearing Down the Spanish Flag
Tearing Down the Spanish Flag ist ein US-amerikanischer Kriegsfilm aus dem Jahr 1898, der von J. Stuart Blackton und Albert E. Smith für Vitagraph hergestellt wurde. Der Film war einer der ersten Kriegsfilme überhaupt, allerdings entstand Georges Méliès Combat naval en Grèce bereits im Vorjahr.

## Handlung
Ein US-Soldat entfernt die spanische Flagge von einem Flaggenmast und bringt dort die US-amerikanische Flagge an.

## Hintergrund
Der Film wurde kurz nach Ausbruch des Spanisch-Amerikanischen Krieges 1898 gedreht. Es handelte sich um Blacktons ersten Film. In einem kleinen Büro in Brooklyn wurde der Film mit einer einzigen Einstellung gedreht. Durch die Verwendung von erzwungener Perspektive wirkte dabei die spanische Flagge größer, als sie in Wirklichkeit war.

## Folgen
Der Film war in den Vereinigten Staaten erfolgreich und ermöglichte durch den finanziellen Gewinn die Produktion weiterer, komplexerer Filme. Die Firma Vitagraph war erfolgreich, geriet jedoch zuerst durch Patentstreitigkeiten und nach dem Ersten Weltkrieg durch die sich verändernde wirtschaftliche Lage in Schwierigkeiten. Am 22. April 1925 wurde Vitagraph von Albert E. Smith an Warner Bros. verkauft.